# Argia variabilis
Argia variabilis är en trollsländeart som beskrevs av Selys 1865. Argia variabilis ingår i släktet Argia och familjen dammflicksländor. Inga underarter finns listade i Catalogue of Life.